# Platyptilia ignifera
Platyptilia ignifera là một loài bướm đêm thuộc họ Pterophoridae. Nó được tìm thấy ở Nhật Bản (Honshu, Kyushu, Tsushima) và Ấn Độ.
Chiều dài cánh trước là 9–10 mm.
Ấu trùng ăn the fruit của Vitis vinifera.